# تخم عشق

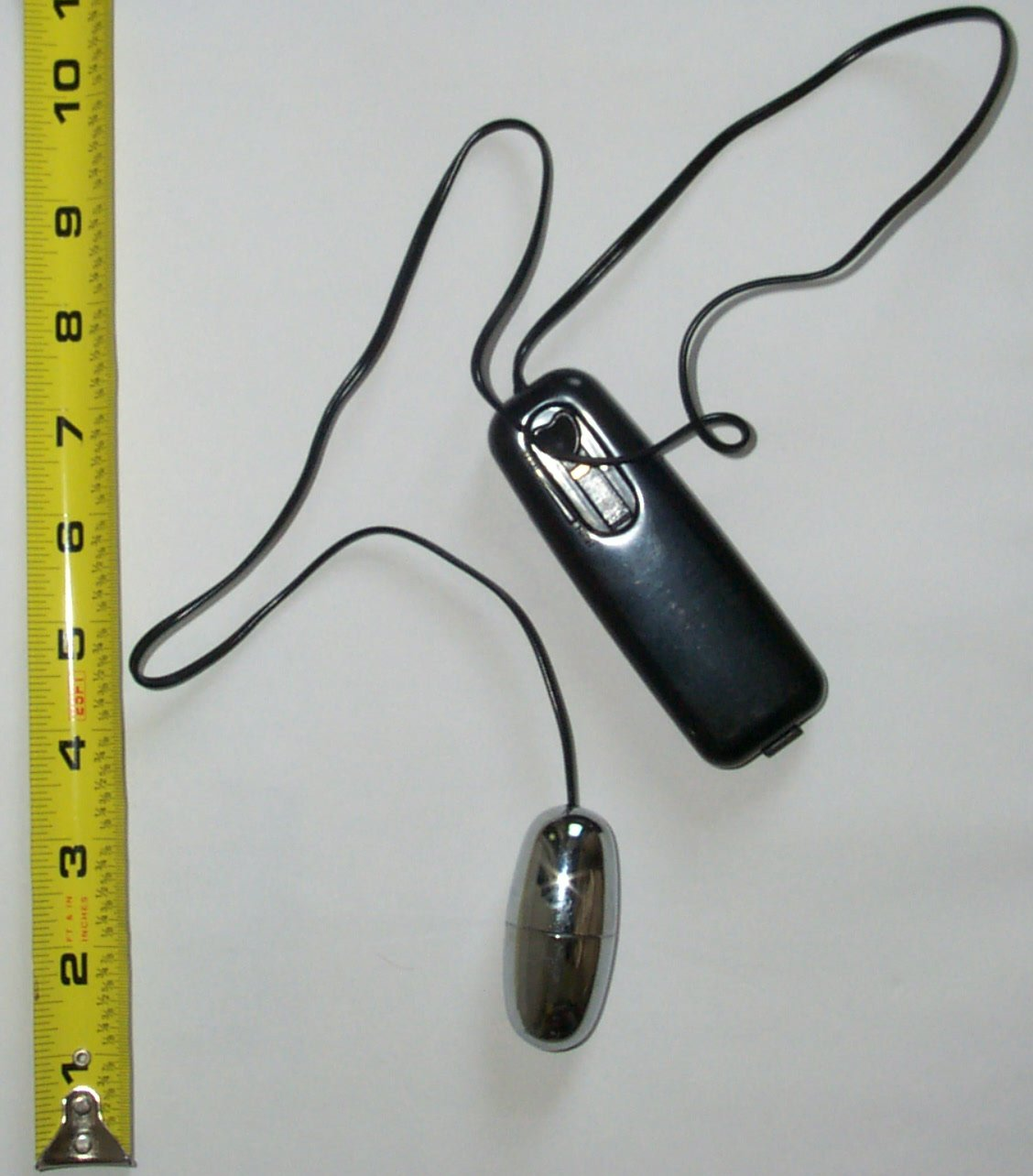
ویبراتور تخم عشق

تخم عشق یا لرزاننده تخمی نوعی لرزاننده حسی است که به شکل تخم مرغ یا گلوله است و برای تحریک جنسی استفاده می‌شود. لرزاننده تخم مرغی در گروه اسباب بازی‌های کوچک و احتیاطی که اندازه آنها دو تا سه اینچ است، قرار می‌گیرد. این لرزاننده‌ها قیمت کمتری دارند و معمولاً به اندازه سایر لرزاننده‌های خارجی به سبک عصا نیستند اما به دلیل محتاطانه بودن، بسیار محبوب هستند.

## ساختار
تخم عشق شامل یک دستگاه ارتعاشی تخم مرغی یا گلوله‌ای شکل با سیم یا گاهی بدون سیم است. برخی حتی شامل کنترل از راه دور هستند که می‌شود آن‌ها را توسط فرکانس رادیویی فعال کرد. همچنین گونه دیگری از تخم عشق وجود دارد که با به‌کارگیری ریز تراشه قادر است به جای موج یکنواخت لرزش، الگوهای منظم یا نامنظم مختلفی را در ارتعاش ایجاد کند. به عنوان مثال، می‌توان الگوهای زیر را از ارتعاشات مشاهده کرد: ضربان دار (دفعات کوتاه لرزشی مانند ضربان قلب)، تشدیدی (حرکات ارتعاشی که با سرعت کم شروع می‌شوند و به‌طور ناگهانی متوقف می‌شوند)، موج دار (مخلوط ضربان و لرزش طبیعی) و غیره. این کار، لذت تجربه شده توسط کاربر را تا حد زیادی افزایش می‌دهد.
برخی تخم‌های عشق بی‌سیم بوده و برای تحریک کردن از راه دور طراحی شده‌اند؛ اما نباید از این گونه در تحریک مقعدی بهره برده شود؛ زیرا ممکن است در حفره مقعدی فرو بروند.

## مواد
تخم عشق می‌تواند از لاستیک طبیعی، سیلیکون، فلز، پلاستیک، شیشه و مواد کامپوزیتی مختلف ساخته شود. مهمترین ویژگی برای تخم عشق صاف بودن سطح آن است که مواد ذکر شده در بالا همگی دارای این ویژگی هستند. به‌طور کلی مواد نرم مانند ژله یا سیلیکون لذت خاصی را در اثر تماس ایجاد می‌کنند. به منظور سرگرمی کاربران تخم‌های عشق در رنگ‌های گوناگون عرضه می‌شوند.

## گونه‌ها
تخم‌های عشق در گونه‌های متفاوت عرضه می‌شوند که برای کاربردهای چند منظوره طراحی شده‌اند:
- تخم مرغی یا گلوله‌ای تکی. این گونه به شکل تخم مرغ یا گلوله است که توسط یک صفحه کنترل فعال شده و کار می‌کند. لرزاننده‌های گلوله ای نیز وجود دارند که هیچگونه صفحه کنترلی ندارند. باتری‌ها در بدنه گلوله‌ای شکل لرزاننده گنجانده شده‌اند. این گونه معمولاً چند منظوره نیست.
- تخم مرغی یا گلوله‌ای دوتایی. لرزاننده تخم مرغ دوتایی را می‌توان جداگانه کنترل کرد که این، سرعت و شدت مختلف ارتعاش را فراهم می‌کند و اجازه می‌دهد آنها را برای دخول یا تحریک مضاعف استفاده کرد.
- تخم عشق بی‌سیم با کنترل از راه دور. این تخم عشق بدون سیم عرضه می‌شود و توسط کنترل‌های خارجی کنترل می‌شود.
- تخم عشق با غلاف. غلاف‌های متنوع، موارد استفاده بیش‌تری از تخم عشق را فراهم می‌کنند و همچنین سبب ایجاد احساسات جدیدی می‌شوند. غلاف‌ها معمولاً از مواد نرم و لطیف قابل لمس ساخته می‌شوند و ممکن است توسط پوسته‌های دنده ای و برآمده پوشانده شوند که تحریک اضافی به همراه داشته باشد.
- گلوله عشق به اشکال مختلف. گروهی از لرزاننده‌های گلوله ای وجود دارند که شکلی مانند تخم مرغ ندارند اما به آن نزدیکتر هستند. آنها ممکن است دارای یک سطح پارچه‌ای برای تحریک اضافی باشند. با قرار دادن مهره‌های چرخشی در بدنه تخم عشق، می‌توان بر تأثیر آن افزود.